# Командный чемпионат СССР по шахматной композиции 1956/1957
Командный чемпионат СССР по шахматной композиции 1956—1957 — 1-й командный чемпионат.
Проводился по 4 разделам: двухходовки — 6 тем, трёхходовки — 4, многоходовки и этюды — по 2. 
На каждую тему команды имели право представить по 1 композиции, которые оценивались: двухходовки — от 8 до 1, трёхходовки и многоходовки — от 12 до 1½ и этюды — от 16 до 2 очков. 
Участники — 8 команд: 97 задач и этюдов 54 авторов. Зачётных композиций — 76. Победитель — команда Латвии (114½ очка из 152). 
Судьи: Р. Кофман и Л. Лошинский (задачи), Г. Заходякин и В. Корольков (этюды).
Составы команд-победительниц: 
1. Латвия — Э. Валциньш, В. Ведерс, А. Домбровскис, И. Драйска, Э. Лаздиньш, 3. Пигитс, Р. Скуя, Э. Юрка;
2. Украина-1 — Ф. Бондаренко, A. Дзекцер, А. Каковин, Б. Коваленко, Э. Лившиц, В. Руденко, Е. Самотугов;
3. Белоруссия — В. Гебельт, B. Дайнеко, Я. Каменецкий, Р. Ларин, A. Сокольский, П. Стригунов, В. Трояновский, С. Цырулик.

## Таблица
| Команды         | Разделы, число досок и зачётных очков | Разделы, число досок и зачётных очков | Разделы, число досок и зачётных очков | Разделы, число досок и зачётных очков | Разделы, число досок и зачётных очков | Разделы, число досок и зачётных очков | Разделы, число досок и зачётных очков | Разделы, число досок и зачётных очков | Разделы, число досок и зачётных очков | Разделы, число досок и зачётных очков | Разделы, число досок и зачётных очков | Разделы, число досок и зачётных очков | Разделы, число досок и зачётных очков | Разделы, число досок и зачётных очков | Разделы, число досок и зачётных очков | Разделы, число досок и зачётных очков | Разделы, число досок и зачётных очков | Очки |
| Команды         | двухходовки                           | двухходовки                           | двухходовки                           | двухходовки                           | двухходовки                           | двухходовки                           |                                       | трёхходовки                           | трёхходовки                           | трёхходовки                           | трёхходовки                           |                                       | многоходовки                          | многоходовки                          |                                       | этюды                                 | этюды                                 | Очки |
| Команды         | 1                                     | 2                                     | 3                                     | 4                                     | 5                                     | 6                                     |                                       | 1                                     | 2                                     | 3                                     | 4                                     |                                       | 1                                     | 2                                     |                                       | 1                                     | 2                                     | Очки |
| --------------- | ------------------------------------- | ------------------------------------- | ------------------------------------- | ------------------------------------- | ------------------------------------- | ------------------------------------- | ------------------------------------- | ------------------------------------- | ------------------------------------- | ------------------------------------- | ------------------------------------- | ------------------------------------- | ------------------------------------- | ------------------------------------- | ------------------------------------- | ------------------------------------- | ------------------------------------- | ---- |
| Латвия          | 7                                     | 7                                     | 2                                     | 6                                     | 7                                     | 6                                     |                                       | 12                                    | 9                                     | 7½                                    | 6                                     |                                       | 12                                    | 9                                     |                                       | 10                                    | 14                                    | 114½ |
| Украина-1       | 6                                     | 2                                     | 7                                     | 5                                     | 4                                     | 2                                     |                                       | 7½                                    | 12                                    | 6                                     | 12                                    |                                       | 0                                     | 12                                    |                                       | 6                                     | 16                                    | 97½  |
| Белоруссия      | 4                                     | 6                                     | 5                                     | 8                                     | 0                                     | 7                                     |                                       | 9                                     | 6                                     | 9                                     | 10½                                   |                                       | 10½                                   | 0                                     |                                       | 14                                    | 0                                     | 89   |
| РСФСР—Урал      | 8                                     | 5                                     | 3                                     | 7                                     | 6                                     | 3                                     |                                       | —                                     | —                                     | 12                                    | 7½                                    |                                       | 7½                                    | 10½                                   |                                       | 0                                     | 8                                     | 77½  |
| РСФСР (сборная) | 2                                     | 0                                     | —                                     | —                                     | 8                                     | 8                                     |                                       | 10½                                   | 10½                                   | 10½                                   | 0                                     |                                       | 0                                     | 0                                     |                                       | 12                                    | 12                                    | 73½  |
| Украина-2       | 3                                     | 3                                     | 4                                     | 0                                     | 5                                     | 5                                     |                                       | 0                                     | 4½                                    | 0                                     | 9                                     |                                       | 9                                     | 0                                     |                                       | 16                                    | 0                                     | 58½  |
| Грузия          | 5                                     | 8                                     | 6                                     | 4                                     | 0                                     | 4                                     |                                       | —                                     | —                                     | —                                     | —                                     |                                       | —                                     | —                                     |                                       | 8                                     | 10                                    | 45   |
| Москва          | —                                     | 4                                     | 8                                     | 0                                     | —                                     | —                                     |                                       | 0                                     | 7½                                    | 0                                     | 0                                     |                                       | —                                     | —                                     |                                       | 0                                     | 0                                     | 19½  |